# Mosterøy
Mosterøy est une île habitée de la commune de Stavanger, en mer du Nord dans le comté de Rogaland en Norvège.

## Description
L'île de 12 km2 se trouve juste au sud-ouest de l'île de Rennesøy, à l'embouchure du Boknafjord. Les petites îles de Sokn, Bru et Åmøy se trouvent au sud de Mosterøy et les îles de Klosterøy et Fjøløy se trouvent au nord-ouest de Mosterøy. Toutes ces îles sont reliées entre elles et à la ville continentale de Stavanger par une série de tunnels et de ponts sous-marins. Le Mastrafjord Tunnel (en) relie Mosterøy à l'île de Rennesøy et le pont Askjesund relie Mosterøy à l'île de Sokn. Le tunnel et le pont font tous deux partie de la Route européenne 39.

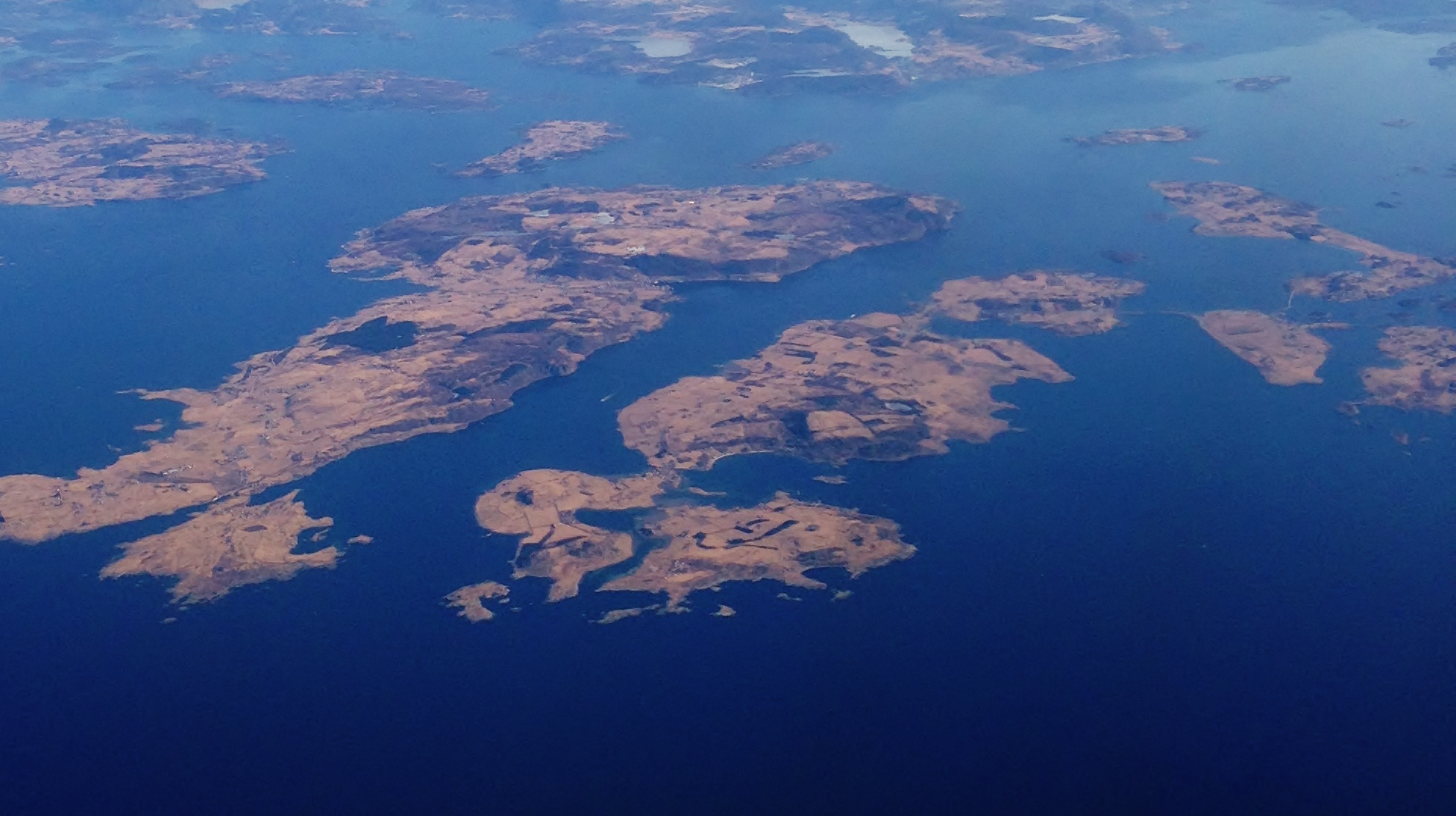
Rennesøy (àgauche, au centre) et Mosterøy (àdroite, au centre)

L'île de Mosterøy faisait partie de l'ancienne municipalité de Rennesøy depuis longtemps, mais en 1884, elle est devenue une partie de la nouvelle municipalité de Mosterøy qui englobait l'île ainsi que plusieurs îles environnantes. Cette municipalité indépendante a existé jusqu'en 1965, date à laquelle elle a été fusionnée avec la municipalité de Rennesøy. Puis en 2020, l'île est devenue une partie de la grande municipalité de Stavanger.
Mosterøy est une île de culture agricole, avec élevage et horticulture. Il y a des zones résidentielles partout sur l'île, mais surtout à l'est.